# كبوشي بنمي أبيض الوجه
كبوشي بنمي أبيض الوجه هو نوع من سعدان العالم الجديد ينتمي لعائلة سعادين كبوشية الشكل، يعيش في غابات أمريكا الوسطى.